# Timonius pullenii
Timonius pullenii är en måreväxtart som beskrevs av Steven P. Darwin. Timonius pullenii ingår i släktet Timonius och familjen måreväxter. Inga underarter finns listade i Catalogue of Life.